# Torre de l'Hostal
La Torre de l'Hostal és un edifici del municipi de Tossa de Mar (Selva). Torre de guaita de planta quadrada amb alguna petita obertura quadrangular i restes de dues barbacanes a ponent i a llevant. Té tres plantes i està situada entre mitgeres en un carrer sense sortida davant de la capella del Socors. Forma part de l'Inventari del Patrimoni Arquitectònic de Catalunya.

## Descripció
La construcció té les cantonades reforçades amb grans blocs ben tallats i la resta és de pedres petites i irregulars, a excepció de la petita obertura quadrangular del costat sud i la finestra, més gran i també emmarcada de pedra, del costat de llevant. Al primer pis hi ha una finestra nova (segle XX). La coberta ha estat reformada amb una petita teulada i una terrassa. Pel que fa a les restes de barbacana defensiva del costats, cal remarcar que són de grans blocs treballats de pedra granítica. És similar, pel que fa a les característiques constructives, a la torre de Can Gich.

## Història
Es tracta d'una torre defensiva datada de principis del segle xvii. Va ser edificada a tocar del camí ral, aïllada i a uns 300 metres de la vila fortificada, just davant de la badia. Servia de guaita i refugi als vilatans que vivien a prop de l'indret i a qui es trobava a la platja i no podia refugiar-se dins de les muralles. De la torre, es conserven restes d'elements defensius com una barbacana i part d'una altra. Com que en aquest sector hi havia des del segle xvi la casa pairal d'en Pere Ballell, aquest és un dels noms amb què es coneix la torre. Actualment es troba integrada dins les construccions veïnes, més modernes (s.XVIII) i només en destaca la seva part superior.